# Shahen Vahmanzadhaghan
Shahen Vahmanzadhaghan ou Châhên Vahmanzâdhaghân est un seigneur perse qui fut pâghôspân en Arménie de 611 à 613, nommé par Khosro II.

## Biographie
En 602, le sassanide Khosro II, roi de Perse entre en guerre contre Byzance pour venger son allié, l'empereur Phocas, renversé par Maurice Ier. La première décennie lui permet de gagner du terrain sur Byzance. En 611, il installe deux dignitaires iraniens en Arménie : Shahen Vahmanzadhaghan à l'ouest, avec le titre de pâghôspân, et Charayanpet à l'est à Dvin, avec le titre de marzban. Shahen Vahmanzadhaghan remporte une victoire contre Byzance à proximité de la ville de Karin Théodosiopolis, ce qui oblige les Byzantins à évacuer l'Arménie. Châhên poursuit l'offensive vers en Asie mineure et prend Césarée de Cappadoce, où il emprisonne et fait exécuter Vasak Arçrouni. Mais il doit évacuer la ville avec l'arrivée d'une armée byzantine de secours et prend ses quartiers d'hiver en Arménie début 612. Ensuite, il reprend l'offensive et s'empare de Mélitène.

### Sources primaires
« Après lui [Achtat Yestayar] vint Chahên Patgosapan, qui laissa de côté la ville de Kann ; et Chahrayeanpet vint comme marzpan dans la ville capitale de Dwin. À son arrivée, Chahên rencontra des troupes grecques dans le canton de Karin. Il leur livra bataille, leur fit éprouver une sanglante défaite, les mit en fuite et les chassa du pays.

(...)

La vingtième année du roi Xosrov, Chahên se mit en campagne, dirigeant ses incursions du côté de l’occident, et parvint jusqu’à Césarée de Cappadoce. Ceux des habitants qui professaient la religion chrétienne quittèrent la ville et se retirèrent ; mais les Juifs allèrent au-devant des envahisseurs et firent leur soumission. Sahên resta à Césarée pendant un an. »

— Sébéos, Histoire d'Héraclius, chapitre 23.

« Chahên fut immédiatement appelé à la Porte royale, et reçut l’ordre du roi de marcher de nouveau et sans retard du côté de l’Occident. Il prit donc son armée au retour de l’été et gagna d’abord la ville de Karin ; de là il se dirigea vers Mélitène dont il s’empara et qu’il força de se soumettre ; puis, poussant plus avant, il fit sa jonction avec l’armée de Xoream qui était du côté de la Pisidie et dans l’Ostan de Dwin. »

— Sébéos, Histoire d'Héraclius, chapitre 24.

« Marchant sur Gandzak, ce village vaillant, il renverse les autels du grand Pyrée, qui s’appelait Vchnasp ; et le roi Xosrov pressait ses troupes qui étaient sur le territoire grec d’arriver à son secours. Car bien qu’il eût organisé sa cavalerie et qu’il l’eût remise aux mains de Chahên Patgosapan, les troupes étaient peu nombreuses et ne purent résister : il réunit ses trésors à Tizbon et se disposa lui-même à prendre la fuite. Quant aux troupes perses, elles arrivèrent en hâte à Mrcuin. On annonce à l’empereur Héraclius que Xoream est arrivé à Mrcuin. Il prend ses soldats et ses captifs et retourne par le pays fortifié des Mèdes. Il arme à Phaytakaran. On annonce à Xosrov qu’Héraclius s’en est retourné, qu’il est arrivé à Phaytakaran et qu’il veut passer en Géorgie par le pays des Aluans. Il donne à son général Chahr Varaz l’ordre de prendre les devants ; quant à lui, il arrive de suite à l’Ararat, passe à Gardman, et vient camper en face de lui, dans la seconde Tigranakert. Chahên arrive avec 30 000 hommes et campe sur les derrières d’Héraclius, dans le bourg de Tigranakert. Ceux-ci étaient campés en deçà, les autres au-delà et l’armée d’Héraclius entre les deux.
Lorsqu’Héraclius s’aperçut qu’ils l’avaient mis entre eux, il se retourna contre l’armée qui se trouvait sur ses derrières, la heurta avec une violence soudaine et l’anéantit ; il se rendit du côté de Clukkh et se répandit dans la région montagneuse, sur la plaine de Naxawan durant l’hiver.
Chahr Varaz avec son armée et Chahên avec ceux des siens qui s’étaient sauvés le suivirent. Il traverse alors le gué du fleuve Araxe, [pénètre] dans le hameau de Vrndzunik et campe dans les champs de ce village. L’armée perse arrivée là ne put traverser le fleuve ce jour-là. Héraclius arrive à Bagrewand, passe en Apahunikh et campe dans le village qui s’appelle Hrtchmunkh. Quant à Chahr Varaz, il répandit ses troupes à Aliovit et lui-même fit choix de 6 000 braves armés de pied en cap ; il se rendit et s’établit dans le canton d’Artchêch et s’y mit à l’affût pour tomber pendant la nuit sur l’année d’Héraclius. »

— Sébéos, Histoire d'Héraclius, chapitre 26.

### Sources secondaires
- René Grousset, Histoire de l’Arménie des origines à 1071 [détail des éditions]
- Cyrille Toumanoff, Les dynasties de la Caucasie chrétienne de l'Antiquité jusqu'au XIXe siècle : Tables généalogiques et chronologiques, Rome, 1990.